# جوليس هنري
جوليس هنري (بالإنجليزية: Jules Henry)‏ هو عالم إنسان أمريكي، ولد في 29 نوفمبر 1904، وتوفي في 23 سبتمبر 1969.